# Zéro de conduite (groupe)
Pour les articles homonymes, voir Zéro de conduite.
Zéro de conduite est un groupe de punk rock français, originaire d'Issoudun, dans l'Indre. Issus des années 1980, les membres étaient encore enfants au moment de sa création.

## Biographie
Les frères Johan Ledoux (né en 1972) et Guillaume Ledoux (né en 1970), Anne-Sophie Bolender (née en 1970), une cousine des deux frères qui assurera le chant, et Franck Leblanc (né en 1970), un ami, créent Zéro de conduite en 1981. Ils font quelques concerts et sont très vite repérés par Bernard Batzen, agent et directeur artistique, qui les pousse à participer au Printemps de Bourges en 1983. Ils ont alors entre 11 et 13 ans. Ils assurent la première partie de Gun Club et des Clash, font une tournée au Canada et participent à l'inauguration du Zénith de Paris en 1984 (et ont donc joué devant le Président de la République, François Mitterrand).
Leur discographie comporte cinq singles (dont Je suis mort, leur plus grand succès, et une reprise des Sucettes de France Gall) et un album.
Franck Leblanc meurt dans un accident routier en 1988 à 18 ans, et le groupe se sépare la même année. Les frères Ledoux créent alors un nouveau groupe, Blankass, en 1991.

## Membres
- Guillaume Ledoux - batterie
- Johan Ledoux - guitare
- Anne-Sophie Bolender - chant
- Franck Leblanc - basse
- Magane - basse